# آداموف، شهرستان کونیسکیه
ادامو، بخش کانسکی (به لاتین: Adamów, Końskie County) در لهستان است که در Gmina Smyków واقع شده‌است.

## خصوصیات
ادامو ۲۱۰ نفر جمعیت دارد.